# Dave Legeno
Dave Legeno, nato David Steven Murray (Londra, 12 ottobre 1963 – Zabriskie Point, 6 luglio 2014), è stato un attore e artista marziale britannico.

## Biografia
Legeno nacque nell'area di Marylebone a Londra. Affermò di aver iniziato la sua carriera di attore dopo aver letto Riccardo III di Shakespeare. Dopo qualche tempo studiò le arti dello spettacolo in un college americano. Prima di combattere nelle arti marziali miste fece alcuni lavori come il buttafuori e l'esattore. Dopo il primo ruolo importante in Snatch - Lo strappo (2000) di Guy Ritchie, divenne noto nel panorama cinematografico per le sue apparizioni in Batman Begins (2005), e per il ruolo del lupo mannaro Fenrir Greyback in Harry Potter e il principe mezzosangue (2009), Harry Potter e i Doni della Morte - Parte 1 (2010) e Harry Potter e i Doni della Morte - Parte 2 (2011).
Nel 2012 recitò accanto a John Cusack e Alice Eve nel film The Raven diretto da James McTeigue.
L'11 luglio 2014 venne diffusa la notizia che qualche giorno prima, il 6 luglio, il suo corpo senza vita era stato ritrovato a Zabriskie Point nella Death Valley, dove l'attore si era recato per un'escursione: il suo agente confermò successivamente la notizia.

### Vita privata
Legeno visse in Inghilterra con la figlia, Wendy, avuta dalla moglie Angel, con cui era stato sposato dal 1984 al 2007.

## Filmografia

### Cinema
- Snatch - Lo strappo (Snatch), regia di Guy Ritchie (2000)
- Batman Begins, regia di Christopher Nolan (2005)
- Rollin' (Rollin' with the Nines), regia di Julian Gilbey (2006)
- Alex Rider: Stormbreaker (Stormbreaker), regia di Geoffrey Sax (2006)
- Outlaw, regia di Nick Love (2007)
- Rise of the Footsoldier, regia di Julian Gilbey (2007)
- Elizabeth: The Golden Age, regia di Shekhar Kapur (2007)
- The Cottage, regia di Paul Andrew Williams (2008)
- Harry Potter e il principe mezzosangue (Harry Potter and the Half Blood Prince), regia di David Yates (2009)
- Command Performance, regia di Dolph Lundgren (2009)
- 44 Inch Chest, regia di Malcolm Venville (2009)
- Centurion, regia di Neil Marshall (2010)
- Dead Cert, regia di Steven Lawson (2010)
- Bonded by Blood, regia di Sacha Bennett (2010)
- Harry Potter e i Doni della Morte - Parte 1 (Harry Potter and the Deathly Hallows - Part 1), regia di David Yates (2010)
- Harry Potter e i Doni della Morte - Parte 2 (Harry Potter and the Deathly Hallows - Part 2), regia di David Yates (2011)
- The Incident, regia di Alexandre Courtès (2011)
- Big Fat Gypsy Gangster, regia di Ricky Grover (2011)
- The Raven, regia di James McTeigue (2012)
- Biancaneve e il cacciatore (Snow White and the Huntsman), regia di Rupert Sanders (2012)
- Instruments of Darkness, regia di Vincent Regan (2014)
- Sword of Vengeance - La spada della vendetta (Sword of Vengeance), regia di Jim Weedon (2015)
- Last Knights, regia di Kazuaki Kiriya (2015)

### Televisione
- Metropolitan Police - serie TV, 3 episodi (1994-2003)
- Hope & Glory - serie TV, 1 episodio (2000)
- Ed Stone Is Dead - serie TV, 1 episodio (2003)
- Serious and Organised - serie TV, 1 episodi (2003)
- EastEnders - serie TV, 2 episodi (2004-2005)
- The Last Detective - serie TV, 1 episodio (2005)
- Roman's Empire - miniserie TV (2007)
- West 10 LDN - film TV (2008)
- The Fixer - serie TV, 1 episodio (2009)
- Essere John Lennon (Lennon Naked) - film TV (2010)
- Spooks - serie TV, 1 episodio (2010)
- Grandi speranze (Great Expectations) - serie TV, 1 episodio (2011)
- I Borgia (Borgia) - serie TV, 4 episodi (2011-2014)
- Titanic – miniserie TV, puntata 1x04 (2012)
- Ripper Street - serie TV, 1 episodio (2013)

### Videogiochi
- The Getaway: Black Monday (2004) - Eddie O'Connor
- Harry Potter e il principe mezzosangue (Harry Potter and the Half Blood Prince) (2009) - Fenrir Greyback
- Harry Potter e i Doni della Morte - Parte 1 (Harry Potter and the Deathly Hallows - Part 1) (2011) - Fenrir Greyback
- Harry Potter e i Doni della Morte - Parte 2 (Harry Potter and the Deathly Hallows - Part 2) (2011) - Fenrir Greyback

## Doppiatori italiani
- Massimo De Ambrosis in Snatch - Lo strappo

Da doppiatore è stato sostituito da:
- Alessandro Zurla nei videogiochi di Harry Potter
- Marco Balzarotti in The Getaway: Black Monday[3]